# Dragoș Morărescu
Dragoș Morărescu (n. 6 octombrie 1923, București – d. 2 februarie 2005, București) a fost un artist plastic și arhitect de renume național și internațional.

## Biografie
Dragoș Morărescu s-a născut la 6 octombrie 1923 în București.
La vârsta de 20 de ani participă deja la Salonul Oficial de Arte Decorative ce avea loc la Ateneul Român.
Între anii 1944 și 1947 studiază la Academia de Belle-Arte; fiind preocupat de istoria artei creștine – a urmat cursurile de istoria artei paleo-creștine ținute de Ion D. Ștefănescu la Facultatea de Litere - în același an 1947 absolvă Școala Superioară de Artă Bisericească.
În paralel a urmat și cursurile Facultății de Arhitectură din București pe care o absolvă în 1949. Diploma de arhitect o obține, însă, abia în 1954.

## Opera

### Tehnici multiple
A folosit cu ușurință o mare varietate de tehnici: pictură de șevalet, linogravură, desen, pictură murală în tempera și frescă, guașe, litografie, cerapastel, sculptură în foaie de metal. 

### Marile teme
- București – aspecte de ieri și de azi
- Metamorfoza formelor
- Mitologii autohtone
- Peisaje și destine românești
- Personalități ale spiritualității românești[2]

### Ilustrații de carte

#### Volume
- Joc secund de Ion Barbu
- Ultimele sonete ale lui Shakespeare- traducere imaginară de Vasile Voiculescu (1957)
- Printre mari cărturari și mari medici de Arcadie Percek
- Coruri bărbătești de Liviu Rusu
- Lumini dobrogene, text Petre Oprea (1981)
- Dorador de Radu Cârneci (1997)

#### Gravuri originale la ediții bibliofile
- Bună dimineața
- București-Case memorabile (1971)
- Litere (1974)
- Vasile Voiculescu (1974)
- București – 24 litografii (1975)
- Pasărea Vădastră. Poeme proprii, (1980)
- Lujere și Desene I (1981)
- Ipostaze (1985)
- Aprige trunchiuri (1985)
- Nude (1988)
- Mătănii de I. L. Postolache (1990)
- Bucureștii caselor de scriitori (1991)
- XII Nuduri (1991)
- Miorița (1997). [3]

### Muzee și colecții
Muzee și colecții faimoase din România, Franța, America, Italia, Japonia, Grecia, Austria, Germania, Spania, Portugalia, Canada, Australia au în expunere permanentă lucrări de Dragoș Morărescu. 

Valoarea artistului este unanim recunoscută pe plan național și internațional, dovadă includerea sa în: 

- Ex-Libris-Ėnciclopédie bibliographique de l’art de l’ex-libris contemporain, vol. X, 1990
- Enciclopedia artiștilor români contemporani, vol. I, Ed. Arc 2000, 1996.[5]